# عدار

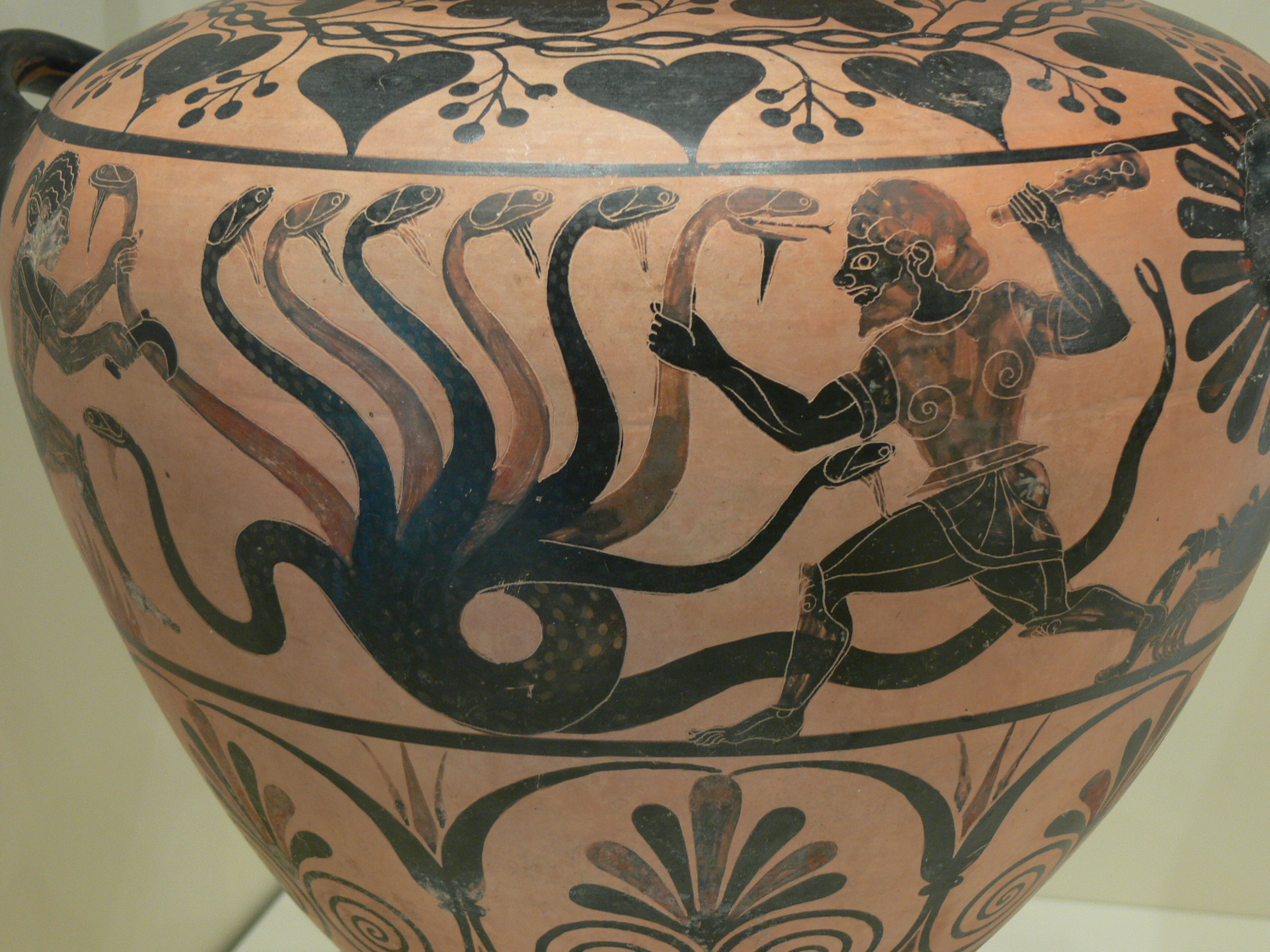
صورة تبين العدار بتسعة رؤوس (تشرفيتيري)

العُدار في أساطير اليونان، هي حية عظيمة قتلها هرقل زعموا أن كان لها تسعة رؤوس كلما قطع رأس منها نبت آخر. وفي أساطير العرب دابة في اليمن لها شيء أعظم من رؤوس عدار اليونان.